# Telegrama Kruger

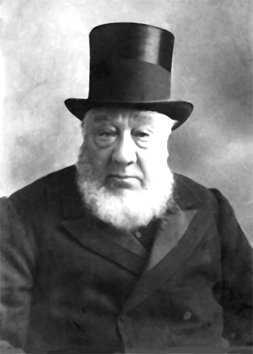
Paul Kruger, presidente da República do Transvaal entre 1883 e 1900.

O telegrama Kruger foi uma mensagem enviada pela Alemanha do Kaiser Guilherme II para Stephanus Johannes Paulus Kruger, presidente da República do Transvaal, em 3 de janeiro de 1896. O Kaiser parabenizou o presidente por repelir a Incursão Jameson, tropas da cavalaria divididas em 600 britânicos irregulares que tinham como objetivo incursionarem do interior da Colônia do Cabo para o Transvaal, sob o comando de Leander Starr Jameson. O ataque visava provocar uma revolta anti-governamental pelos mineiros estrangeiros, principalmente pelos britânicos, mas foi um fracasso, com 65 britânicos sendo mortos por apenas um Bôer em comando, e o resto se rendendo. O telegrama causou uma grande indignação no Reino Unido, e levou a uma inflamação das tensões entre a Grã-Bretanha e a Alemanha.

## A mensagem
O telegrama dizia:
| “ | Eu expresso a você meus sinceros parabéns que você e seu povo, sem apelar para a ajuda de potências amigas, conseguiram, por sua própria ação energética contra os bandos armados que invadiram seu país como perturbadores da paz, restabelecer a paz e a manutenção da independência do seu país contra ataques de fora. | ” |

Em suas Memórias, o Kaiser alegou que o telegrama Kruger havia sido composto por Adolf von Marschall Bieberstein, um de seus secretários de Estado. De acordo com o Kaiser:
| “ | Rejeitei a isso e fui apoiado pelo Almirante Hollmann. No início, o chanceler imperial permaneceu passivo no debate. Em vista do fato de que eu sabia como Freiherr Marschall, um ignorante do Ministério de Relações Exteriores, possuía uma psicologia anti-inglesa, procurei deixar claro para Freiherr Marschall das consequências que tal medida teria entre os ingleses, neste, de igual modo, o Almirante Hollmann me destacou. Mas Marschall não era fácil de ser persuadido. Então, finalmente, o chanceler imperial tomou a decisão. Então eu tentei novamente dissuadir os ministros de sua escolha, mas o chanceler imperial e Marschall insistiram que eu deveria assinar, reiterando que eles seriam os responsáveis pelas consequências. Pareceu-me que eu não deveria recusar-me após a apresentação do caso. Eu assinei. | ” |

O Kaiser também afirmou que houve uma proposta franco-russa posterior para uma guerra contra a Grã-Bretanha:
| “ | Em fevereiro, 1900,... Eu recebi notícias pelo telégrafo... que a Rússia e a França haviam proposto para a Alemanha a realização de um ataque coletivo contra a Inglaterra, agora que o país estava envolvido em outras regiões, com o objetivo de paralisar seu tráfego marítimo. Objetei e ordenei que a proposta deveria ser recusada. Desde que eu assumi que Paris e São Petersburgo iriam apresentar o assunto em Londres, de tal forma para que parecesse que Berlim havia feito esta proposta para os dois, eu imediatamente telegrafei de Heligolândia para a Rainha Vitória e para o Príncipe de Gales (Eduardo), os fatos da proposta franco-russa, e sua recusa por mim. A Rainha respondeu com seu agradecimento caloroso, e o Príncipe de Gales com uma expressão de espanto. | ” |

## A reação
O telegrama foi aplaudido pela imprensa alemã, mas causou grande indignação na Grã-Bretanha e levou a uma deterioração nas relações entre os dois países. Para os britânicos, o telegrama significou que o Kaiser aprovava a independência do Transvaal que muitos britânicos viam como a sua esfera de influência, e a referência a "potências amigas", foi interpretada por eles no sentido de que uma assistência teria sido disponível por parte da Alemanha, se necessária, e que esta assistência poderia estar disponível no futuro.
O jornal The Times proclamou que "A Inglaterra não iria admitir ameaças ou insultos". As janelas de lojas alemãs foram quebradas, e marinheiros alemães foram atacados em Londres. O diplomata alemão em Londres deu uma resposta essencialmente conciliadora, com o Kaiser respondendo a uma carta da Rainha Vitória (sua avó), que "nunca o telegrama foi concebido como um passo contra a Inglaterra ou seu Governo..."